# István Turbéky
István Turek Turbéky (né le 23 novembre 1922 à Szigetvár en Hongrie et mort en 1996 à Nicosie à Chypre) est un joueur hongrois de football qui évoluait au poste de milieu de terrain.

## Palmarès
Diósgyőri VTK
- Coupe de Hongrie :
  - Finaliste : 1941-42.